# Chiton tuberculatus
Chiton tuberculatus is een keverslakkensoort die behoort tot de familie Chitonidae. De wetenschappelijke naam van de soort werd in 1758 gepubliceerd door Carl Linnaeus.
Deze soort wordt tot 50 millimeter lang en is grijsgroen van kleur. De schelpplaten zijn aan de zijkant geribd. De zoom is gekorreld.
Chiton tuberculatus komt voor in Florida en West-Indië.